# Vsevolod III Yuryevich
Vsevolod III Yuryevich, hoặc Vsevolod Đại Tổ (tiếng Nga: Все́волод III Ю́рьевич Большо́е Гнездо́ Vsévolod Trétij Júr'jevich Bol'shóje Gnezdó) (1154 -1212), là Đại thân vương của Vladimir mà trong thời gian trị vì lâu dài của mình (1177-1212), thành phố đã đạt đến đỉnh cao vinh quang. 

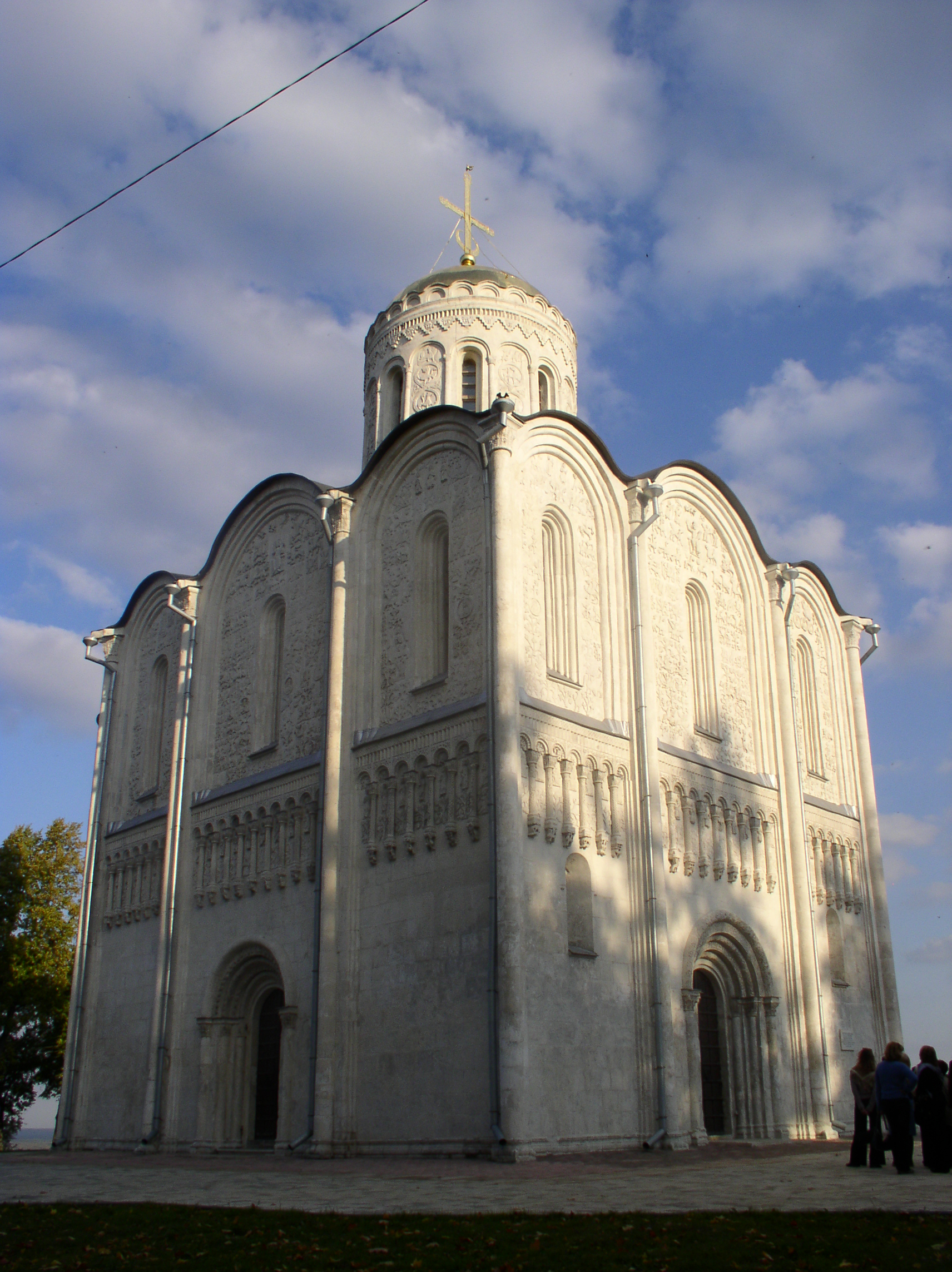
Tên Kitô hữu của Vsevolod là Dmitry, vì vậy ông đã dành nhà thờ cung điện của mình cho Thánh Demetrius, vị thánh bảo trợ của ông.

## Gia đình
Vsevolod là con trai thứ mười hoặc mười một của Yuri Dolgoruky (khoảng 1099 - 1157), người đã thành lập thị trấn Dmitrov để kỷ niệm ngày sinh của Vsevolod. Nikolai Karamzin (1766 - 1826) đã khởi xướng suy đoán xác định mẹ của Vsevolod là Helene, một công chúa Hy Lạp, bởi vì sau khi chồng bà qua đời, bà đã đưa Vsevolod cùng bà đến Constantinople.
Vsevolod đã dành tuổi trẻ của mình tại triều đình hào hiệp của Komnenoi. Khi từ Đế quốc Byzantine trở về Rus' vào năm 1170, Vsevolod được cho là đã đến thăm Tbilisi, theo như một biên niên sử địa phương rằng năm đó, nhà vua Gruzia đã chiêu đãi cháu họ của mình từ Constantinople và gả một người họ hàng của mình - một công chúa Ossetia - cho người này.